# Albert Horel
Pour les articles homonymes, voir Horel.
Albert Horel, né le 25 juin 1876 à Aubevoye et mort le 9 août 1964 à Paris 13e, est un peintre français.

## Biographie
Albert Horel naît le 25 juin 1876 à Aubevoye. Il fut élève de Victor Prouvé et d'Émile Friant. Il travailla d'abord en Lorraine pendant de longues années, à Laître-sous-Amance, avant de s'établir à Paris après la guerre.  
Il a d'abord exposé au Salon de Nancy, principalement des paysages et de la peinture architecturale, puis à Paris au Salon des artistes français ainsi qu'au Salon des indépendants de 1909 à 1930. Après un séjour au Maroc, il peignit des vues de ces villes visitées, tableaux classés dans la peinture orientaliste. Lié à Eugène J.B. Corbin, ce dernier fit l'acquisition d'un certain nombre de ces œuvres. 
Albert Horel meurt en 1964.